# Гагаринский (Гурзуф)
Гагаринский (также корпус № 7, ранее гостиница № 7) — один из корпусов санатория «Гурзуфский» в Гурзуфе, известного как Гостиницы Губонина, построенный в 1888 году (либо в начале 1890-х годов) по проекту архитектора Д. Н. Чичагова для владельца гурзуфского имения Петра Ионовича Губонина. Памятник градостроительства и архитектуры федерального значения России, согласно законодательству Украины — памятник культурного наследия.
До революции здание носило название «гостиница № 7», после революции в составе военного санатория изменённое на корпус № 7, а в 1990-х годах получило наименование «Гагаринский» — в корпусе размещались проходившие реабилитацию члены первого отряда космонавтов, в том числе Юрий Гагарин.

## Описание
Гостиница расположена в центральной части санатория, на берегу реки Авунды, напротив корпуса № 2 «Парк», через центральную аллею. По современным обмерам общая площадь 767,6 м², с размерами по фасаду 18 на 19 м, высота до карниза — 17.4 м. Здание построено в одном стиле со всеми гостиницами курорта, характерном для зданий Южного берега начала XX века, с использованием разных архитектурных объёмов, комбинирующих элементы модерна и стиля «ориент».
Сложное в плане здание, асимметричное в плане, расположенное по линии северо-запад — юго-восток, сооружено на участке с крутым уклоном рельефа к юго-западу из местного камня, колотого серого мраморовидного гаспринского известняка, декор на всех четырёх фасадах не повторяется. Разноэтажная постройка, с переходящим, из-за уклона, в подвальный цокольным этажом, имеет ещё три этажа и мезонин, с отдельным входом по крытой деревянной лестнице. Ввиду столь сложного устройства часто указывается, что в корпусе «3—4 этажа». Наружные стены выполнены с тщательной притёской швов и акцентированы межэтажными профилированными карнизами. Балконы устроены с большим выносом от стены, также имеются лоджии — все ограждающие конструкции украшены декоративной резьбой по дереву. К северному углу устроен полукруглый эркер в виде башни, завершающийся шатровой крышей с изломом, ранее увенчанной не сохранившимся шпилем. Многоскатная вальмовая крыша корпуса выполнена на деревянных стропилах и покрыта металлом. На мезонине четырёхскатная, также вальмовая крыша, изначально завершалась утраченным впоследствии шпилем. Оконные проёмы обрамлены разнообразными по форме клинчатыми каменными наличниками прямоугольной формы с «веерным» замковым камнем и покрыты окрашенной штукатуркой с чередованием белых плоских и серых участков с имитацией кирпичной кладки. Окна одно, двух, трёхстворчатые, изначально деревянные, заменены на металлопластиковые. Балконы, лоджии и террасы устроены по всем фасадам, как прямоугольные, так и сложной конфигурации, с резными деревянными конструктивными элементами, украшенными прорезным узором, всё окрашено в белый и охристый цвет. Козырьки балконов, устроенных с большим выносом от стены, покрыты металлом. Полы на террасах покрыты бетонно-мозаичными плитами в стиле терраццо.
Главный вход в здание находится на северо-западном фасаде — прямоугольное крыльцо с невысокими ступенями и пандусом. С северо-восточной и юго-восточной сторонах с террасы имеются входы в номера первого этажа. Двери одно- и двухстворчатые, остеклённые с фрамугами, как металлопластиковые, так и прежние деревянные филёнчатые, двери ведущие в цокольный этаж — глухие филёнчатые деревянные. В холле в северной части здания устроена многомаршевая лестница с каменными ступенями, кованым металлическим ограждением и деревянными профилированными перилами. Лестница на мезонин — деревянная с поздним ограждением из металлических стоек.
Потолки сохранились первоначальные — оштукатуренные, с падугами, розетками и профилированными тягами с растительным орнаментом.

## История
Время ввода в строй гостиницы пока точно не установлено: существует версия, что строительство велось в начале 1890-х годов, по другой версии построено в 1888 году, что не подтверждается современниками — в книге В. А. Щепетова «Гурзуф на Южном берегу Крыма и его лечебные средства» 1890 года перечислено всего 6 гостиниц. Предполагается, что автором проекта был известный московский архитектор Дмитрий Николаевич Чичагов, много работавший в Гурзуфе. Считается, что 7-я гостиница — самая роскошная на курорте, и по архитектурным формам, и по внешнему виду, и по качеству жилых помещений: на 4-х этажах было всего 17 номеров. Номера были большой площади, стоимость доходила до 10 рублей в сутки. Известно описание пребывания в гостинице уже в 1918 году, во время Гражданской войны
Устраиваемся прекрасно. Мы с Катей в большой комнате, а папа с мальчиками в номере из трёх комнат с ванной, туалетом, передней, залом и спальней; чудный большой балкон с видом на парк и близкое, близкое море. …вода горячая, … кровати пружинные удобные, бельё белоснежное, одеяла пушистые, тёплые
После окончательного установления в Крыму Советской власти в ноябре 1920 года, в гостинице № 7 размещались части 462-го Советского пехотного полка. После перевода полка в Симферополь был произведён осмотр помещений и составлена опись ущерба, который оказался весьма значительным — ремонтные работы продолжались 1,5 года и летом 1922 года была открыта Военно-курортная станция для красных командиров. Бывшая Гостиница № 7, переименованная в Корпус № 7, использовалась для отдыха высшего командного состава. В ней в разные годы отдыхали маршалы Г. К. Жуков, Р. Я. Малиновский, А. М. Василевский, Б. М. Шапошников. Маршалу К. С. Москаленко Гурзуф понравился особенно и он жил здесь много раз. В 1960-е годы в 7-м корпусе проходили реабилитацию члены первого отряда космонавтов, в том числе Юрий Гагарин и Герман Титов. Считается, что прабывание в копусе Юрия Гагарина стало поводом для переименования его в «Гагаринский» — это произошло уже в 1990-е годы, после перехода здравницы под юрисдикцию Украины. С 2014 года корпус под тем же названием — в составе санатория «Гурзуфский» Управления делами Президента РФ, филиал ФГБУ «Детский медицинский центр» Управления делами Президента России. На 2023 год в корпусе 14 мест: один 2-х местный номер (дабл, твин), одно и двухкомнатные категории Улучшенный" и двухкомнатный двуместный люкс.